# Джин Грин — неприкасаемый
«Джин Грин — неприкасаемый: Карьера агента ЦРУ GB № 014» — роман, написанный в соавторстве тремя писателями (Василий Аксёнов, Овидий Горчаков и Григорий Поженян) под общим псевдонимом Гривадий Горпожакс. Написан в 1969—1970 годах, впервые опубликован в 1972 году.
Роман представляет собой пародию на шпионский боевик и вместе с тем всерьёз затрагивает аспекты социально-политического и военного противостояния социалистического лагеря и западного мира, а также имеет антивоенную направленность. Книга имела большую популярность в Советском Союзе. 
В связи с эмиграцией в 1980 году одного из авторов (Василия Аксёнова) была изъята из свободного обращения и не переиздавалась до 1990 года. 
Как утверждали авторы в предисловии, написанном от имени вымышленного автора — Гривадия Ли Горпожакса, — роман этот «приключенческий, документальный, детективный, криминальный, политический, пародийный, сатирический, научно-фантастический и, что самое главное, при всём при этом реалистический». 
Роман написан с использованием трафаретных стилистических клише, принятых писателями, работающими в перечисленных в предисловии жанрах. При этом читателю, не владеющему знаниями об описываемых в нём социально-культурных и политических реалиях 1960-х годов, может быть непросто определить, где пародия переходит в откровенное издевательство и начинает пародировать сама себя.

## Гривадий Горпожакс
Коллективный псевдоним образован из имён и фамилий трех авторов: «Гривадий» — Григорий, Василий, Овидий; «Горпожакс» — Горчаков, Поженян, Аксёнов.

«Джин Грин — неприкасаемый» — единственное совместное произведение авторов. В конце предисловия, написанного также от лица их литературной маски, авторы ясно дают понять, откуда взялось имя:
...Преодолев последнюю страницу романа, читатель увидит длинный перечень различных городов и стран, по которым змеился бикфордов шнур моего вдохновения. Но где бы я ни был, душа моя всегда в России, где живут три моих терпеливых переводчика: Василий Аксёнов, Овидий Горчаков, Григорий Поженян.
Спасибо за всё.
Гривадий Ли Горпожакс, эсквайр
Авторы последовательно соблюли соответствующий антураж: все примечания к тексту снабжены пометой «Прим. переводчиков», и указано, какой из авторов «переводил» какие части романа.

## Сюжет
Американский врач Джин Грин (он же Евгений Гринёв, сын русского эмигранта — белогвардейца), тяготится жизнью нью-йоркского обывателя, в которой ничего не происходит, и мечтает о невероятных приключениях в стиле романов и фильмов о Джеймсе Бонде. 
Жизнь Джина Грина начинает стремительно меняться в тот день, когда он узнаёт о трагической гибели своего отца, Павла Гринёва, застреленного в его собственном доме гангстером русского происхождения по имени Лефти Лешаков. Становясь участником прежде совершенно непредставимых событий, Джин Грин попадает в центр шпионского заговора работников ЦРУ (бывших нацистов — эсэсовцев), проходит курс подготовки спецвойск «зелёных беретов», участвует в войне во Вьетнаме, забрасывается со шпионским заданием в СССР, где узнаёт об истинных намерениях своего начальства.
В СССР у Джина Грина происходит психологический перелом, и он начинает действовать против бывших соратников. К антивоенным настроениям и ностальгическим чувствам к родине предков — России — у него прибавляется повод личной мести: ЦРУ оказалось причастно к гибели отца Джина. Джин пытается убить своего непосредственного начальника и давнего друга — майора Лота (Лотар фон Шмеллинг унд Лотецки), оказавшегося закоренелым нацистом и использовавшего ресурсы ЦРУ в личных (весьма неблаговидных) целях.